# 도다 우지노리 (1756년)

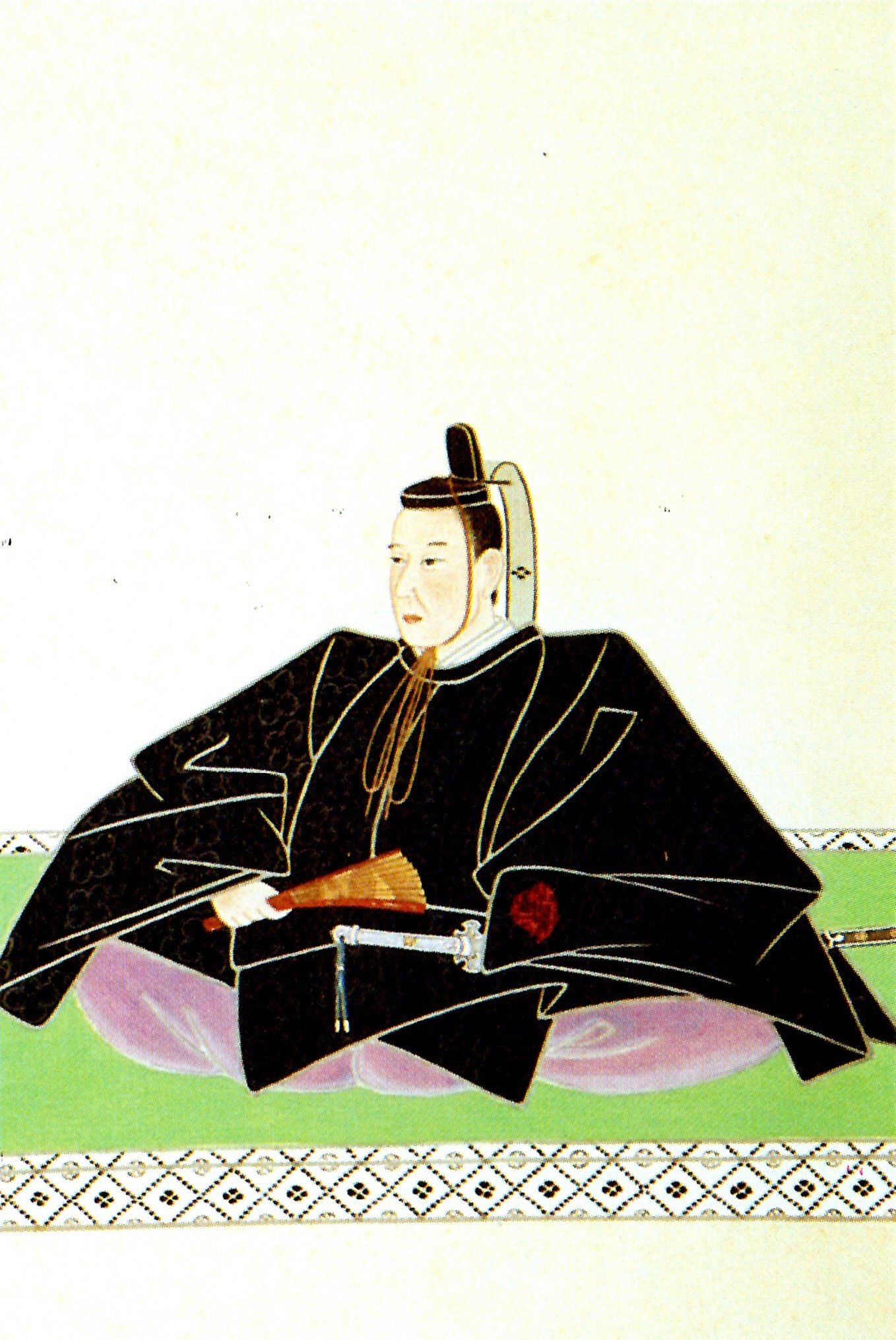
도다 우지노리

도다 우지노리(일본어: 戸田氏教, 1756년 1월 9일 ~ 1806년 6월 11일)는 에도 시대 중기부터 후기까지의 다이묘이다. 미노 오가키번 제7대 번주를 지냈다. 오가키번 도다가(大垣藩戸田家) 제8대 당주. 다테바야시번주 마쓰다이라 다케치카의 5남으로 태어났다.
| 전임 도다 우지히데 | 제7대 오가키번 번주 (도다가) 1768년 ~ 1806년 | 후임 도다 우지쓰네 |

| 전임 혼다 다다카즈 | 에도 막부 소바요닌 1790년 | 후임 공석(미즈노 다다아키라) |